# Paresse

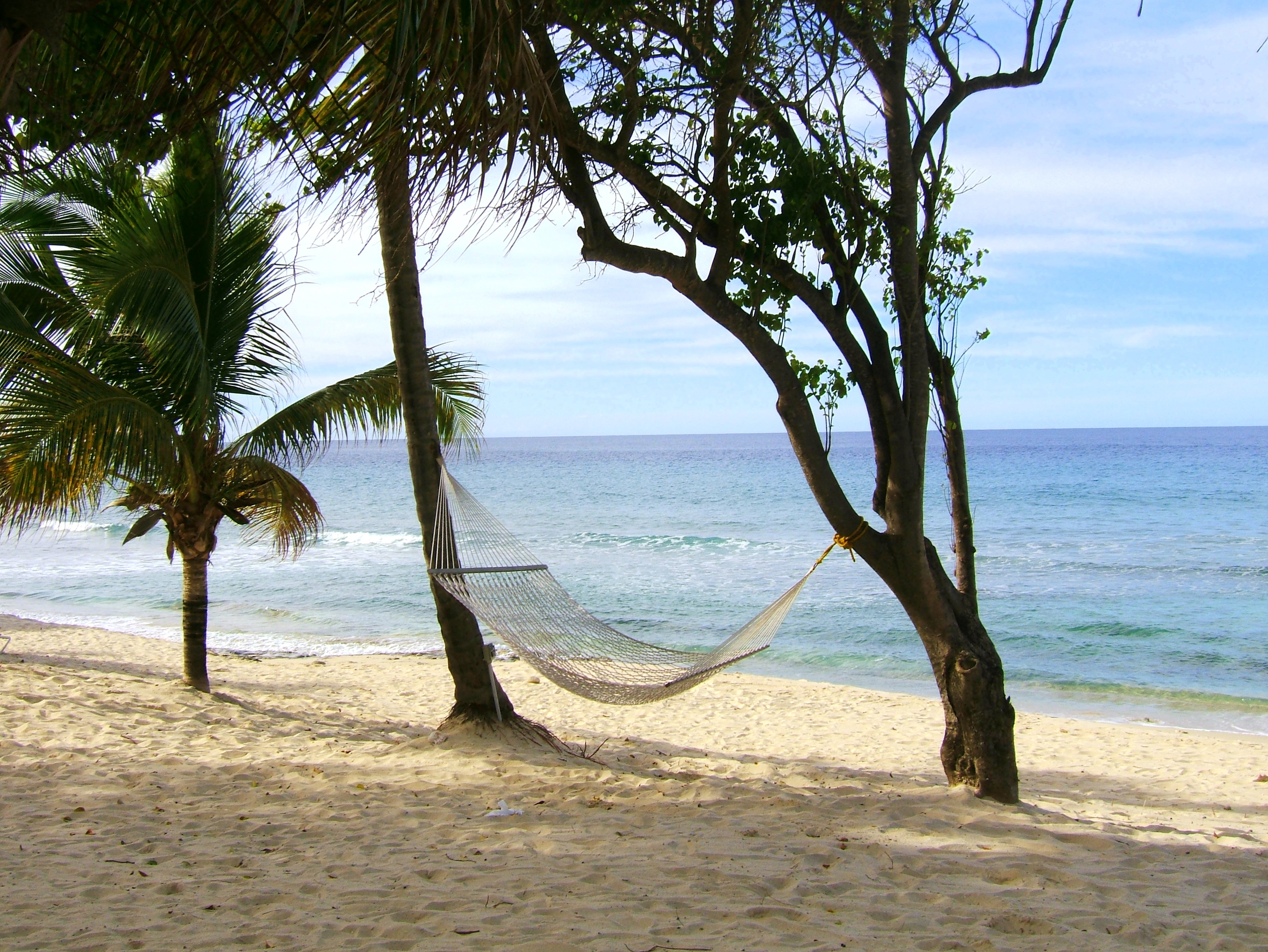
Hamac et plage paradisiaque : des symboles de la vie paresseuse.

La paresse (du latin pigritia) est une propension à ne rien faire, une répugnance au travail ou à l'effort. Considérée comme un péché capital dans la religion catholique, elle est élevée au rang de valeur positive par certains auteurs comme Paul Lafargue dans son Droit à la paresse ou Marshall Sahlins dans Âge de pierre, âge d'abondance, afin de contester l'idéologie du travail dans la société capitaliste contemporaine.

## Approche historique

### Conception religieuse

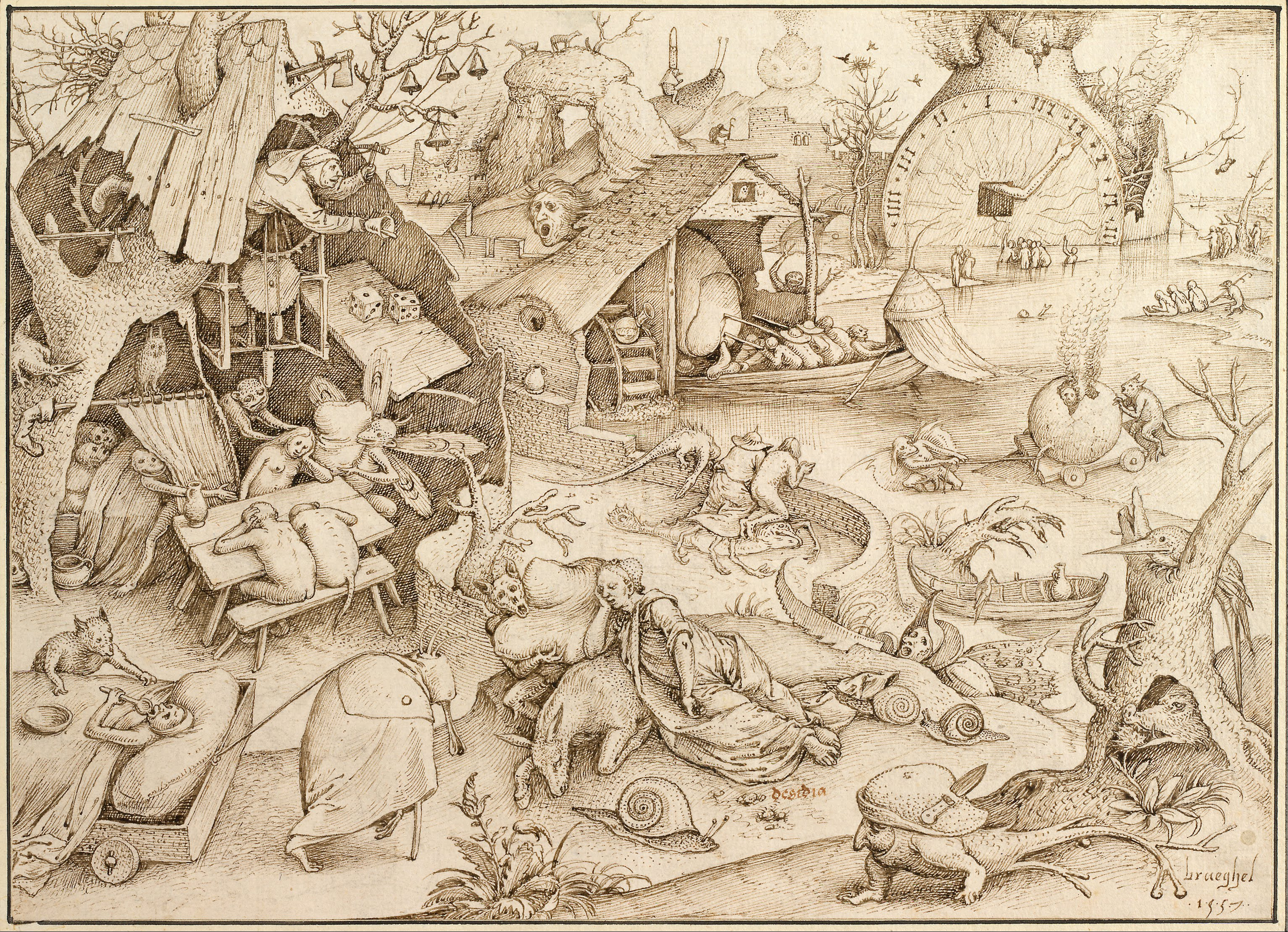
Desidia, l'oisiveté, est associée à la reine Paresse allongée sur un âne (Brueghel, 1557).

La paresse ne doit pas être confondue avec l'otium (le loisir), ou plus précisément l'activité désintéressée, libérale, que les Romains opposaient au negotium (l'activité vénale, le commerce). L'otium est une vertu du lettré défendue par Cicéron et Sénèque et, surtout, un privilège indispensable pour exercer les activités du citoyen, participer à la vie de la cité et au brassage des idées, et que seule la possession de terres peut assurer.
La paresse, en revanche, consiste à ne pas avoir envie de faire ce qu'il serait en principe nécessaire que l'on fasse, pour soi ou pour les autres, afin en général de mieux vivre. Le terme prend alors une connotation négative jusqu'à désigner un péché.
Dans la tradition catholique, la paresse est souvent assimilée à l'un des sept péchés capitaux. En réalité, le catéchisme de l'Église catholique mentionne ce péché capital comme « paresse ou acédie ». Le mot « acédie », très peu utilisé de nos jours, et qui a même disparu de la plupart des dictionnaires, est traditionnellement utilisé par certains théologiens monastique (d'Évagre le Pontique à saint Thomas d'Aquin et jusqu'à la fin du Moyen Âge). Le terme acédie correspond à de la paresse spirituelle, ce qui est bien différent du sens moderne donné à ce péché par l'emploi du simple mot paresse au sein des 7 péchés capitaux.

### Conception sociale
La paresse ne doit pas non plus être confondue avec le repos réparateur ou même, simplement, le repos propice à la réflexion et à l'introspection, qui a été loué en son temps par Thomas d'Aquin. Les Évangiles sont d’ailleurs parsemés d’incitations à ne pas perdre sa vie terrestre en futilités mais à gagner, par le renoncement, sa vie dans l'au-delà.
Le sociologue Robert Castel rappelle que la société féodale secrète ses vagabonds, ses « inutiles au monde » qui mêlent paresse et désœuvrement. Vivant d'aumônes, ces vagabonds bénéficient à l'époque moderne de l'assistance sociale d'œuvres caritatives privées mais continuent d'être soumis à une forte répression.

### Conception économique et politique
À la Renaissance, époque du travail, de la technique, le paresseux qui ne poursuit pas l'œuvre de Dieu est vilipendé alors que la rentabilité est louée.
L'éthique protestante du travail condamne la paresse, notamment celle des moines.
Au XVIIIe siècle, Jean-Jacques Rousseau tient la paresse pour naturelle chez l'homme à « l'état sauvage ». Au XIXe siècle, la paresse devient un sujet politique pour condamner la société industrielle qui aliène le travailleur : Oblomov d'Ivan Gontcharov, Bartleby d'Herman Melville, Une apologie des oisifs de Robert Louis Stevenson et Le Droit à la paresse de Paul Lafargue illustrent ces résistances.
Au milieu du XXe siècle se développe l'image bienveillante du clochard ayant choisi ce type de liberté, tel Jehan-Rictus.
Le XXIe siècle valorise l'activité alors que la paresse, toujours stigmatisée, est synonyme de passivité. Mais l'écrivain Hadrien Klent réhabilite la notion dans le roman Paresse pour tous paru en 2021, et qui obtient un important succès.

## Approches contemporaines

### La paresse en tant que pathologie
La paresse, en ce sens, n'est pas sans relation avec la procrastination. Ce n'est pas la fatigue qui empêche le paresseux d'agir mais plutôt le transfert des actes dans l'imaginaire qui finit par convertir la volonté elle-même en vague projet. Le paresseux finit par être épuisé par ce combat intérieur.
Ce type de paresse est souvent lié à l'isolement social comme cause ou comme effet. Le « paresseux chronique » n'est pas totalement inactif, mais il va privilégier les activités non productives qui l'aident à se déconnecter du réel, c'est une paresse en forme de fuite, de fuite statique, c'est un boulimique du divertissement économique. On peut alors parler de paresse addictive.

### La paresse comme subversion politique
Face au point de vue qui consiste à considérer le travail comme une valeur, le culte de la paresse et de l'oisiveté apparaît comme une attitude réellement subversive : si chacun arrêtait d’occuper son emploi, ou du moins d'en faire le centre de son activité, les conséquences sociales, économiques et culturelles seraient considérables.
Ce point de vue consistant à faire l'éloge de la paresse trouve un écho chez de multiples auteurs, parmi lesquels Paul Lafargue dans Le Droit à la paresse, Bertrand Russell ou quelqu'un comme Gébé. Il a été revendiqué, notamment, par les acteurs des courants contestataires occidentaux nés dans les années 1940 et 1950 (tel Bob Black), à commencer par les hippies ou les soixante-huitards.
Pour Brian O’Connor (Idleness: A Philosophical Essay), l’oisiveté est à certains égards plus proche des idéaux de liberté que les élaborations philosophiques traditionnelles à propos de l’auto-détermination. L’idéal d’oisiveté s’oppose à la façon dont les sujets sont invités à penser leur propre vie à partir de l’âge moderne, c’est-à-dire à partir du moment où s’imposent les valeurs de productivité et de discipline. O’Connor s’oppose à l’idée rawlsienne selon laquelle la totalité de nos actions devrait s’intégrer à un « plan de vie rationnel ». Au nom de cette exigence, on considère souvent l’oisiveté comme un comportement irrationnel ; pourtant, l’oisif sait très bien ce qu’il fait, même s’il ne dédie pas son action présente à la réalisation d’une fin supérieure.

## Dans la culture
Certains animaux sont associés à la paresse. Le paresseux, mammifère vivant dans les milieux tropicaux d'Amérique centrale et d'Amérique du Sud, est nommé ainsi en raison de sa très faible activité physique et de sa lenteur. De même, le koala est parfois surnommé paresseux australien.

## Dans les arts

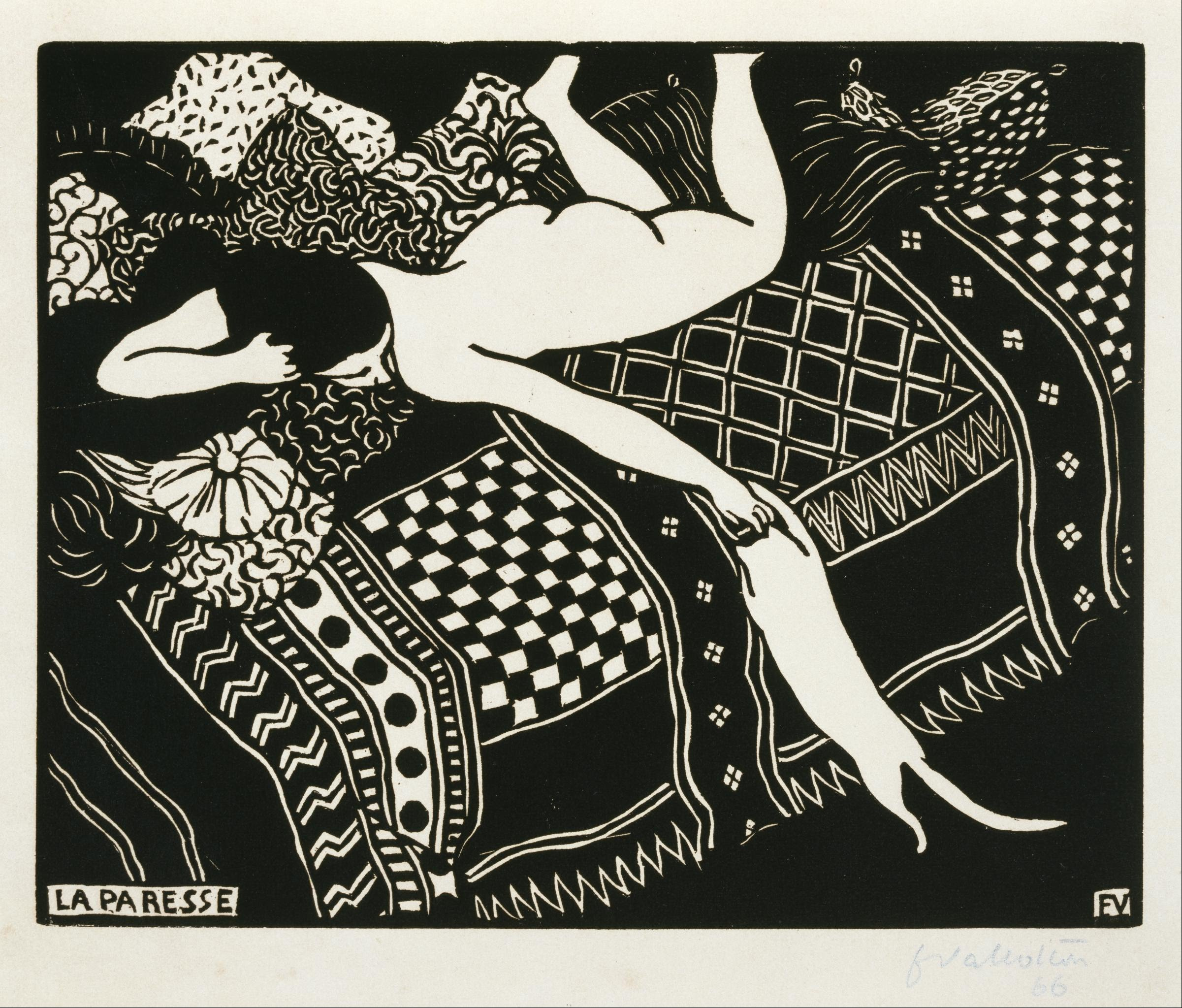
"Paresse", lithographie de Félix Vallotton, 1896.

La littérature compte de nombreuses évocations de la paresse. Certaines de ces évocations prennent la forme de réflexions sur le thème de la lutte contre la paresse ou du passage de la fainéantise au goût du travail ou de l'étude. Dans une perspective chrétienne, Augustin d'Hippone, dans le premier livre des Confessions, décrit aux chapitres 8 à 14 son enfance paresseuse, dont il a désormais honte, et la façon dont il fuyait tout effort. À la Renaissance, Michel de Montaigne intitule un chapitre de ses Essais « Contre la fainéantise » (livre II, chapitre 21). François Rabelais, dans Gargantua, décrit la façon dont le jeune géant se montre paresseux et indiscipliné (au chapitre 10) puis est abruti par un mauvais professeur, Maître Thubal Holoferne (chapitre 13) avant d'être pris en main par un bon maître, Ponocratès, dont le nom signifie « Pouvoir du travail » et qui lui apprend à s'instruire à toute occasion (chapitre 14 et suivants). Dans la nouvelle de l'écrivain américain Herman Melville Bartleby, écrite en 1853, le personnage éponyme de la nouvelle est un clerc de notaire atteint d'une forme de paresse presque effrayante tant elle confine à l'apathie complète.
À l'inverse, d'autres œuvres mettent en scène la paresse de façon humoristique, indulgente ou provocatrice. Aux Xe et XIe siècles, le poète persan Omar Khayyam se met en scène dans ses rubaiyat en train de boire du vin, de fréquenter des femmes et de se refuser à l'étude pour s'adonner au scepticisme et au désespoir. Il se dit « infidèle mais croyant » et cherche dans cette posture provocatrice une incitation à la réflexion ainsi qu'une forme de mystique (cette attitude hédoniste fait suite à une période féconde d'étude, où il avait entrepris des travaux astronomiques et mathématiques encore cités au XXIe siècle). En 1629, le poète français Saint-Amant, dans son sonnet Le Paresseux, explique à un ami Baudoin qu'il se sent si bien au lit qu'il ne se soucie de rien d'autre et a à peine pu consentir à l'effort de lui écrire des vers. Le roman Oblomov d'Ivan Gontcharov, paru en 1859, met en scène un paresseux qui donne son nom au livre et dont le seul but dans la vie est de ne pas quitter son divan. Il n'est pas présenté de façon négative mais davantage ambivalente. Le personnage d'Oblomov donne aussi son nom à l'oblomovisme, mélange de paresse et de rêverie.
La bande dessinée met régulièrement en scène des personnages de fainéants tels que l'employé de bureau Gaston Lagaffe créé par Franquin en 1957, le chien Cubitus de Dupa apparu en 1968 ou le chat Garfield de l'Américain Jim Davis créé en 1978, qui sont des figures comiques. De nombreux personnages de bande dessinée font preuve occasionnellement d'une outrageuse paresse qui est un ressort comique récurrent.
La musique évoque régulièrement le thème de la paresse. En 1925, la fantaisie lyrique L'Enfant et les Sortilèges de Maurice Ravel et Colette commence en mettant en scène un enfant qui n'a pas envie de faire ses devoirs. La chanson à texte aborde aussi ce thème avec des chansons comme Poil dans la main de Jacques Higelin dans son album Tombé du ciel en 1988 ou Sympathique de Pink Martini en 1991 (dont le refrain est "Je ne veux pas travailler").
Le cinéma présente quelques figures de paresseux. Dans Alexandre le Bienheureux, film comique français réalisé par Yves Robert en 1968, le personnage éponyme décide de prendre du repos après la mort de sa femme avec laquelle il ne s'entendait pas, et son attitude provoque un scandale.